# Westport (Indiana)
Westport est une municipalité située dans le comté de Decatur, dans l’État de l'Indiana, aux États-Unis. Lors du recensement de 2020, elle comptait 1 393 habitants.